# Устинов, Борис Георгиевич
Бори́с Гео́ргиевич Усти́нов (14 июня 1939 — 16 января 2020) — советский и российский архитектор, педагог, профессор кафедры дизайна пространственной среды Санкт-Петербургского государственного университета промышленных технологий и дизайна, член градостроительного совета Санкт-Петербурга. Член Союза архитекторов (1982), член правления Санкт-Петербургского отделения Союза архитекторов России (1991).
Главный архитектор проекта в архитектурно-строительной мастерской Ленинградского филиала института Гипротеатр — научно-исследовательской институт по проектированию театрально-зрелищных зданий (1975—1983), руководитель  персональной творческой мастерской (с 1991 года).
В университете промышленных технологий и дизайна руководит выпускными работами, практиками, мастер-классом, а также курсами макетирования и проектирования.

## Известные работы
- Проект подземного приёмного вестибюля Государственного Эрмитажа в Посольском дворе Зимнего дворца (1973)[5].
- Выборгский дворец бракосочетания в Санкт-Петербурге (1982)[6]. Входит в «список 20 объектов советской архитектуры, которые хочет сохранить Союз архитекторов»[7].

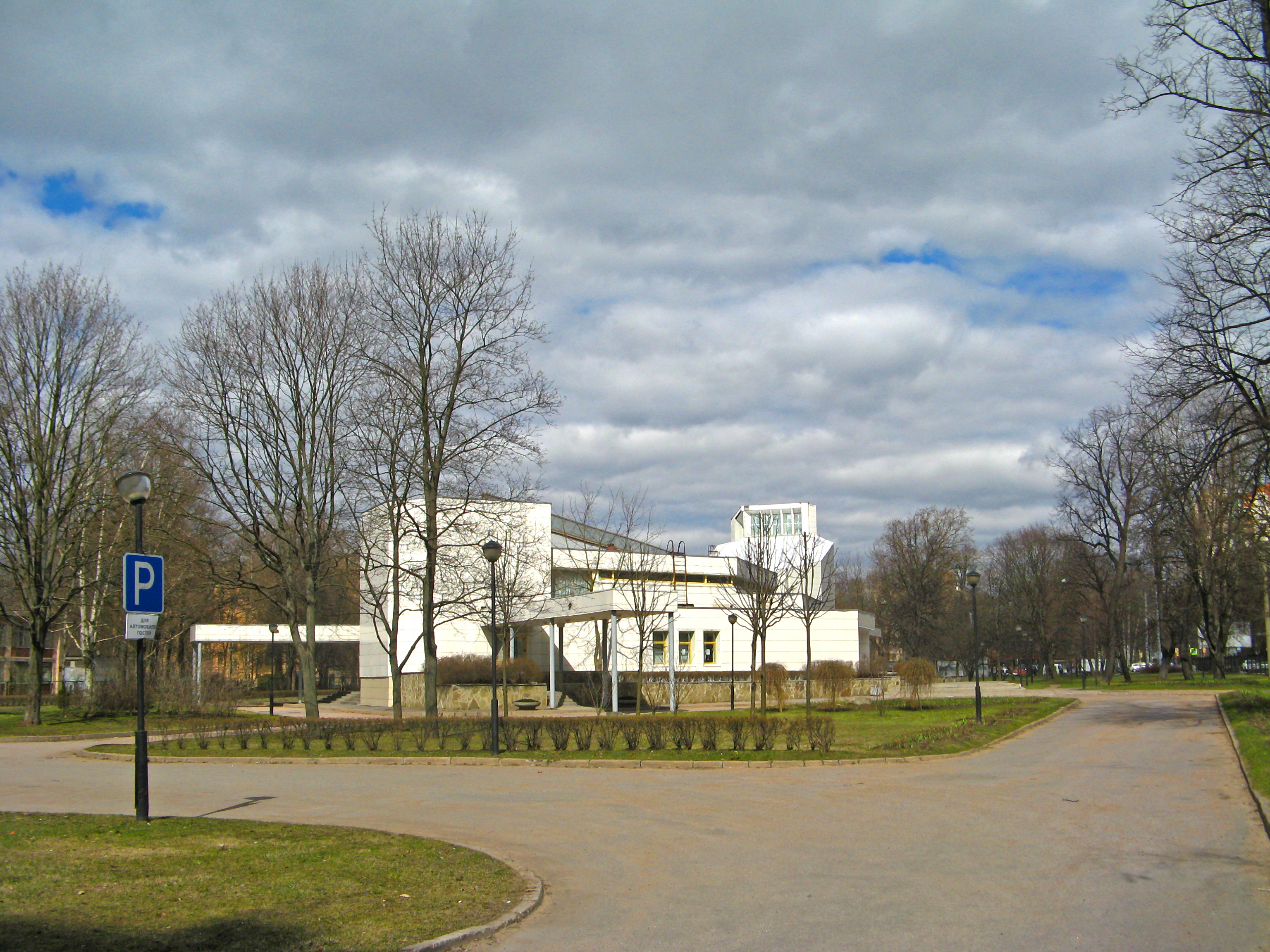
Здание ЗАГСа Выборгского района Санкт-Петербурга по Институтскому проспекту, 8.

- Градостроительно-архитектурные концепции жилых комплексов на Васильевском острове, в Озерках, Колтушах, под Всеволжском, в г. Саулкрасты, Ростове-на-Дону.
- Проект культурно-краеведческого комплекса в Набережных Челнах.

## Публичные выступления
- Участие в программе: Время свободы: Строительство второй сцены Мариинского театра: отношения иностранных архитекторов и российских чиновников (22 февраля 2006 года) на Радио «Свобода». Борис Устинов о проекте Доминика Перро:

Это типовая структура, которую укутывают в какие-то декоративные новые одежды. Это вуаль, накинутая на обыкновенность.
Конкурсы все в 99 случаях из 100 дают результаты усредненные. Конкурс откидывает самое лучшее и самое худшее. Вся история конкурсов, которые особенно в XX веке были развернуты, свидетельствует о том, что многие лучшие проекты были отброшены. Конкурс — это царство усредненного социально-культурного слоя.

- Встреча в Ростовской государственной публичной библиотеке 7 ноября 2014 года.
- Лекция о сущности архитектуры в Молодежном центре Государственного Эрмитажа 30 июля 2015 года[9]: 1, 2. 3, 4.
- Доклад «Архитектоника среды обитания человека на примере проектов творческой мастерской архитектора Б. Г. Устинова для городов Ростова и Санкт-Петербурга» в Доме архитекторов в Санкт-Петербурге 7 июня 2017 года.

## Публикации
- Устинов Б. Г. Новое идет! // Архитектура: Приложение к «Строительной газете», 1986. — №4. — С.1—2.
- Устинов Б. Г., Фешин А. Н., Коркин В. Д. Основы инженерного оборудования в дизайне среды. Инженерно-технологическое оборудование. Инженерное оборудование зданий: учебное пособие.  — СПб.: СПГУТД, 2015. — 181 c.
- Введение в архитектонику жилой единицы (жилого пространства семьи) на земле.: Методические указания к семинару, мастер-классу / Сост. Устинов Б. Г., Фешин А. Н. — Электронное издание. — СПб.: СПГУТД, 2015. — 66 c.
- Устинов Б. Г., Шведов С. В., Лобанов Е. Ю. О современном состоянии г. Старая Русса и возможностях его обновления и оздоровления // Наука и образование в области технической эстетики, дизайна и технологии художественной обработки материалов: матер. IX междунар. науч.-практ. конф. вузов России / СПбГУПТД. — СПб.: СПбГУПТД, 2017 — С. 486—492.